# 汤震 (清朝知府)
汤震，丹徒人，清朝政治人物。岁贡出身。

## 生平
汤震曾于康熙六十一年（1722年）接替裴绣标任邵武府知府一职，雍正二年（1724年）由曹友夏接任。